# Benson Boone
Benson Boone (* 25. června 2002, Monroe, Washington) je americký zpěvák, textař a internetová osobnost. Do povědomí veřejnosti se dostal díky své účasti v talentové soutěži American Idol v roce 2021, kde zaujal svým hlasem a přirozeným vystupováním . Boone později podepsal smlouvu s hudebním vydavatelstvím Night Street Records, které vede známý hudebník Dan Reynolds ze skupiny Imagine Dragons .

## Raný život a kariéra
Už v útlém věku projevil zájem o hudbu, přestože se jí vážněji začal věnovat až během střední školy . Svou první písničku zveřejnil na TikToku, kde si rychle získal popularitu. Díky vysoké sledovanosti na této sociální síti se rozhodl zúčastnit soutěže American Idol.

## Hudební kariéra
Během účasti v American Idol se Boone rozhodl ze soutěže odstoupit a zaměřit se na budování své kariéry mimo ni. Téhož roku podepsal smlouvu s Danem Reynoldsem z Imagine Dragons a vydavatelstvím Night Street Records, což mu otevřelo dveře k dalším hudebním příležitostem . Jeho první singl, Ghost Town, který vydal v roce 2021, si získal širokou popularitu. Velký zlom v jeho kariéře však nastal až po vydání písně Beautiful Things, která si získala popularitu díky sociálním sítím a rychle se vyšplhala na přední příčky hudebních žebříčků. Za tuto píseň získal prestižní hudební ocenění MTV Video Music Award za nejlepší alternativní videoklip.

## Studiová alba
- Fireworks & Rollerblades (2024)